# Чугунов, Фёдор Иванович
Фёдор Ива́нович Чугуно́в (22 февраля 1921, Болховское, Спасский кантон, Татарская АССР, РСФСР — 30 октября 1995, Йошкар-Ола, Марий Эл, Россия) ― советский военный и партийный деятель. Секретарь парткома МВД Марийской АССР (1975—1978). Участник Великой Отечественной войны. Член ВКП(б) с 1948 года.

## Биография
Родился 22 февраля 1921 года в с. Болховское ныне Спасского района Татарстана.
В 1941 году призван в РККА Полевским райвоенкоматом Свердловской области. Участник Великой Отечественной войны: c мая 1941 года служил в танковой части на границе с Румынией. Был ранен и контужен. В ноябре 1941 года зачислен в в/ч 9903 разведывательно-партизанской части Западного фронта. С ноября 1941 года по февраль 1942 года — партизан на Смоленщине, выполнял задания под Москвой, на оккупированной территории Белоруссии. С мая 1942 года по июль 1944 года — командир диверсионно-разведывательной группы «Ясень» в Восточной Пруссии. Группа организовала контроль за воинскими перебросками по важной железнодорожной магистрали противника и обеспечила регулярную передачу сводок в разведотдел 3-го Белорусского фронта. Группа вскрыла систему оборонительных сооружений противника, в результате чего была установлена дислокация частей и штабов противника в районе действия группы. До окончания войны — командир взвода 197 запасного стрелкового полка. Демобилизовался из армии в январе 1946 года. Награждён орденами Красного Знамени (дважды), Красной Звезды и медалями.
После демобилизации работал сотрудником милиции в городе Волжске Марийской АССР. 
В 1948 году вступил в ВКП(б). С 1956 года в Звениговском райкоме КПСС Марийской АССР: инструктор, заведующий отделом, в 1959—1963, 1966—1975 годах — секретарь. В 1960 году окончил Казанский государственный университет. В 1975—1978 годах — секретарь парткома МВД Марийской АССР, майор. Награждён орденами Трудового Красного Знамени, «Знак Почёта», медалями, в том числе «За боевые заслуги», и трижды — Почётной грамотой Президиума Верховного Совета Марийской АССР.
Ушёл из жизни 30 октября 1995 года в Йошкар-Оле.

## Награды
- Орден Трудового Красного Знамени (1974)[1]
- Орден «Знак Почёта» (1971)[1]
- Орден Красного Знамени (08.09.1944; 07.11.1944)[3]
- Орден Красной Звезды (07.11.1942)[3]
- Медаль «За боевые заслуги» (1951)
- Медаль «За победу над Германией в Великой Отечественной войне 1941—1945 гг.»
- Медаль «За воинскую доблесть. В ознаменование 100-летия со дня рождения Владимира Ильича Ленина»
- Медаль «За отвагу на пожаре» (1973)[1]
- Почётная грамота Президиума Верховного Совета Марийской АССР (1965, 1971, 1975)[1]